# Киселёв, Евгений Юрьевич
Евгений Юрьевич Киселёв (бел. Яўген Юр'евіч Кісялёў; 27 февраля 1993) — белорусский футболист, защитник клуба «Горки».

## Карьера

### Клубная
Воспитанник бобруйской ДЮСШ, с 2010 года выступал за дубль «Белшины». 27 июля 2013 года дебютировал в основной команде «бобруйчан», выйдя на замену в матче Кубка Беларуси против «Смолевичи-СТИ» (3:1).
Первую половину сезона 2014 провел в светлогорском «Химике». В июле 2014 года вернулся в «Белшину». Во второй половине сезона 2014 стал появляться в основном составе «Белшины», обычно выходя на замену.
С апреля 2015 года выступал за «Оршу». В августе того же года снова стал игроком «Химика». В июле 2016 покинул клуб.
С 2018 года выступает в составе клуба «Горки» из одноимённого города.

### Статистика
| Сезон    | Дивизион | Клуб                | Страна                    | Матчи | Голы |
| -------- | -------- | ------------------- | ------------------------- | ----- | ---- |
| 2010     | дубль    | Белшина             | Флаг Беларуси (1995—2012) | 21    | 0    |
| 2011     | дубль    | Белшина             | Флаг Беларуси (1995—2012) | 27    | 1    |
| 2012     | дубль    | Белшина             | Флаг Беларуси             | 26    | 0    |
| 2013     | дубль    | Белшина             | Флаг Беларуси             | 31    | 1    |
| 2014 (1) | Д2       | Химик               | Флаг Беларуси             | 14    | 0    |
| 2014 (2) | Д1       | Белшина             | Флаг Беларуси             | 7     | 0    |
| 2015 (1) | Д2       | Орша                | Флаг Беларуси             | 14    | 0    |
| 2015 (2) | Д2       | Химик (Светлогорск) | Флаг Беларуси             | 14    | 0    |
| 2016     | Д2       | Химик (Светлогорск) | Флаг Беларуси             | 11    | 1    |
| 2018     | Д3       | Горки               | Флаг Беларуси             | 16    | 0    |
| 2019     | Д3       | Горки               | Флаг Беларуси             | 27    | 2    |
| 2020     | Д3       | Горки               | Флаг Беларуси             | 18    | 0    |